# Mary Beard
Winifred Mary Beard, född 1 januari 1955 i Much Wenlock, Shropshire, är en brittisk professor i klassiska språk vid universitetet i Cambridge. Hon är även en av redaktörerna för Times Literary Supplement och har en blogg kallad "A Don's Life" vars artiklar också publiceras i en kolumn i The Times. 
Mary Beard beskrivs ibland som en av samtidens mest originella och omtalade antikforskare. I Sverige är hon mest känd som författare till de populärvetenskapliga böckerna Pompeji och SPQR: Historien om det antika Rom samt för TV-serien Möt romarna (Meet the Romans with Mary Beard) som började sändas på SVT 28 december 2013.